# Gigantactis longicauda
Gigantactis longicauda es una especie de pez del género Gigantactis, familia Gigantactinidae, orden Lophiiformes. Fue descrita científicamente por Bertelsen & Pietsch en 2002.
Especie inofensiva para el ser humano. Puede alcanzar los 1200 metros de profundidad.

## Descripción
Su longitud estándar es de 11,4 centímetros.

## Distribución
Se distribuye por el Atlántico centro-occidental.